# 4. veljače
4. veljače (4. 2.) 35. je dan godine po gregorijanskom kalendaru.
Do kraja godine ima još 330 dana (331 u prijestupnoj godini).

## Događaji
- 1789. – George Washington izabran za prvog predsjednika Sjedinjenih Američkih Država.
- 1861. – U Montgomeryju osnovana Konfederacija Američkih Država
- 1899. – Započeo je Američko-filipinski rat.
- 1936. – Stvoren prvi sintetički radioaktivni element: radij E.
- 1945. – Drugi svjetski rat: Započela Konferencija na Jalti u kojoj su Staljin (SSSR), Roosevelt (SAD) i Churchill (UK) dogovarali podjelu svijeta nakon rata.
- 1948. – Cejlon (kasnije preimenovan u Šri Lanku) ostvario neovisnost od britanskog Commonwealtha.
- 1957. – USS Nautilus, prva podmornica na nuklearni pogon, zabilježila je svoju 60,000. nautičku milju, izjednačivši izdržljivost fikcijskog Nautilusa opisanog u pripovijetci Julesa Vernea 20,000 milja pod morem.
- 1969. – Yasser Arafat postaje vođa PLO-a.
- 1976. – Potres u Gvatemali, 23,000 mrtvih.
- 1992. – Preletom Danijela Borovića iz JNA  Hrvatsko ratno zrakoplovstvo je dobilo na raspolaganje prvi nadzvučni borbeni zrakoplov: MIG-21bis
- 1997. – U sudaru dva Izraelska vojna helikoptera na putu za Libanon poginulo je 73 vojnika.
- 1999. – Hugo Chávez izabran za predsjednika Venezuele.
- 2000. – U prodaju puštena videoigra The Sims.
- 2004. – Mark Zuckerberg osnovao Facebook, internetsku društvenu mrežu.
- 2006. – Spaljena veleposlanstva Danske i Norveške u Damasku, Siriji zbog objavljivanja karikatura proroka Muhameda u danskim novinama.

| - 1641. – Jerolim Kavanjin, hrvatski književnik († 1714.) - 1746. – Tadeuš Košćuško, poljsko-litavski vojskovođa († 1817.) - 1805. – Marija De Mattias, svetica, osnivačica Klanjateljice Krvi Kristove († 1866.) - 1815. – Josip Juraj Strossmayer, hrvatski biskup, književnik i mecena († 1905.) - 1897. – Ludwig Erhard, njemački političar († 1977.) - 1900. – Jacques Prévert, francuski pjesnik († 1977.) - 1903. – Romolo Venucci, hrvatski slikar i kipar († 1976.) - 1902. – Charles Lindbergh, američki avijatičar († 1974.) - 1913. – Rosa Parks, afro-američka aktivistica za ljudska prava († 2005.) - 1939. – Blaženka Milić, hrvatska operna pjevačica († 2021.) - 1945. – Veronika Durbešić, hrvatska kazališna, filmska i televizijska glumica († 2020.) - 1948. – Alice Cooper, američki rock glazbenik - 1963. – Pirmin Zurbriggen, švicarski skijaš - 1975. – Krunoslav Klabučar, hrvatski glumac - 1982. – Kimberly Wyatt, američka pjevačica - 1990. – Katerina Stefanidi, grčka skakačica u vis | - 211. – Septimije Sever, rimski car (* 146.) - 708. – Sisinije, papa - 856. – Raban Mauro, njemački nadbiskup, teolog i svetac (* o. 780.) - 1615. – Giambattista della Porta. talijanski fizičar i astronom (* 1535. - 1928. – Hendrik Antoon Lorentz, nizozemski fizićar (* 1853.) - 1941. – Ivo Kozarčanin, hrvatski književnik (* 1911.) - 1928. – Hendrik Antoon Lorentz, nizozemski fizičar (* 1853.) - 1949. – Janko Leskovar, hrvatski učitelj i književnik (* 1861.) - 1957. – Anton Mayer, hrvatski indoeuropeist i klasični filolog (* 1883.) - 1974. – Satyendra Nath Bose, indijski fizičar i matematičar (* 1894.) - 1990. – Toma Bebić, hrvatski umjetnik (* 1935.) - 2016. – Dave Mirra, američki ekstremni športaš (* 1974.) - 2016. – Maurice White, američki pjevač i tekstopisac (* 1941.) - 2016. – Edgar Mitchell, američki astronaut (* 1930.) - 2019. – Matti Ensio Nykänen, finski skakač na skijama, četverostruki olimpijski pobjednik (* 1963.) |

## Blagdani i spomendani
- Međunarodni dan borbe protiv raka
- Dan neovisnosti: Šri Lanka
- Andrija Corsini
- Veronika Jeruzalemska
- Maria de Mattias

## Imendani
- Veronika
- Gilbert